# Douarnenez
Douarnenez é uma comuna francesa na região administrativa da Bretanha, no departamento Finisterra. Estende-se por uma área de 24,93 km². Em 2010 a comuna tinha 14 383 habitantes (densidade: 576,9 hab./km²).